# Ezio Selva
Ezio Selva (Locarno, 20 marzo 1902 – Miami Beach, 29 dicembre 1957) è stato un tuffatore e pilota motonautico italiano.

## Biografia
Nato a Locarno, in Svizzera, nel 1902, a 25 anni vinse il bronzo nella gara di piattaforma 10 metri agli Europei di Bologna 1927, chiudendo con 100.64 punti, dietro ai tedeschi Hans Luber, oro, e Ewald Riebschläger, argento.
L'anno successivo prese parte ai Giochi olimpici di Amsterdam 1928 nella gara di piattaforma, non riuscendo però a passare il suo raggruppamento ed accedere alla finale, terminando 8º su 8 (passavano i primi 3) con 61.56 punti.
Passato alla motonautica dopo il termine della carriera nei tuffi, il 29 dicembre 1957, a 55 anni, morì durante una gara, l'Orange Bowl Regatta a Miami Beach, negli USA, nella quale la sua imbarcazione, Moschettiere, si alzò per poi rovesciarsi all'indietro.
È tumulato nell'edicola di famiglia al Monumentale di Milano.

## Palmarès

### Tuffi

#### Campionati europei
- 1 medaglia:
  - 1 bronzo (Piattaforma 10 metri a Bologna 1927)